# Sunil V. Rao
Sunil Vadlakonda Rao – amerykański kardiolog interwencyjny (inwazyjny), profesor medycyny w Duke University.

## Życiorys
Rodzice byli lekarzami. Studia medyczne ukończył na Ohio State University w 1996. Następnie przeniósł się na Duke University, gdzie kolejno zajmował stanowiska: rezydenta w zakresie medycyny wewnętrznej (1996–1999), stażysty w zakresie kardiologii i kardiologii interwencyjnej (1999–2004), Assistant Professor (2004–2010) oraz Associate Professor (2011–1017). W 2017 awansował na pozycję profesora. W ramach Duke University od 2002 roku pracuje w Duke Clinical Research Institute w Durham. Ponadto jest też szefem kardiologii w Durham Veterans Affairs Health System.
W pracy badawczej i klinicznej skupia się na przezskórnej interwencji wieńcowej, fizjologii transfuzji, chorobie niedokrwiennej serca oraz na ocenie jakości badań klinicznych prowadzonych w kardiologii interwencyjnej.
Na dorobek naukowy S. Rao składa się szereg opracowań oryginalnych publikowanych m.in. w czasopismach takich jak „Catheterization and Cardiovascular Interventions”, „JACC: Cardiovascular Interventions", „The Lancet”, „Journal of the American College of Cardiology”, „American Heart Journal" oraz „American Journal of Cardiology”.
Od lipca 2018 roku jest redaktorem naczelnym (ang. editor-in-chief) czasopisma naukowego „Circulation: Cardiovascular Interventions" wydawanego przez Amerykańskie Towarzystwo Kardiologiczne (American Heart Association).